# Remiz (zwyczajny)
Remiz (zwyczajny) (Remiz pendulinus) – gatunek niewielkiego ptaka wędrownego z rodziny remizów (Remizidae). W Polsce spotykany od marca do listopada i niezwykle rzadko w innych miesiącach. Występuje w całej Polsce, poza najbardziej południowymi i południowo-zachodnimi krańcami kraju.

## Zasięg występowania
Zamieszkuje środkową, południową i wschodnią Europę, Bliski Wschód i pas Azji Środkowej. Zimuje na południowym skraju Europy, w Azji Mniejszej, Iranie; lokalnie w Azji Środkowej na południe od stanowisk letnich. Przeloty III–IV i IX–XI. Południowe populacje są zazwyczaj osiadłe. W Polsce nieliczny ptak lęgowy.

## Systematyka
Dawniej klasyfikowany w rodzinie sikor (Paridae), obecnie zaliczany do oddzielnej rodziny remizów (Remizidae). W Europie jest jedynym przedstawicielem tej rodziny. Od sikor różni się przede wszystkim ostro zakończonym dziobem i niezwykłą budową gniazda, niespotykaną u innych gatunków ptaków. Wyróżniono kilka podgatunków R. pendulinus:
- R. p. pendulinus (Linnaeus, 1758) – Europa do Uralu, Kaukazu i zachodniej Turcji.
- R. p. menzbieri (Zarudny, 1913) – południowa i wschodnia Turcja i Syria do Armenii i północno-zachodniego Iranu.
- R. p. caspius (Peltzam, 1870) – południowo-zachodnia Rosja i północno-zachodni Kazachstan.
- R. p. jaxarticus (Severtsov, 1873) – wschodni Ural do zachodniej Syberii i północnego Kazachstanu.

Kolejne cztery podgatunki są przez część autorów wydzielane do osobnego gatunku o nazwie R. macronyx (remiz trzcinowy), badania molekularne sugerują jednak, że różnice między tymi taksonami nie są duże i lepiej traktować je jako przedstawicieli tego samego gatunku.
- R. p. macronyx (Severtsov, 1873) – południowo-zachodni Kazachstan, Uzbekistan, północny i południowo-wschodni Turkmenistan, Tadżykistan, północno-wschodni Afganistan.
- R. p. neglectus (Zarudny, 1908) – północny Iran i południowy Turkmenistan.
- R. p. nigricans (Zarudny, 1908) – południowo-wschodni Iran i południowo-zachodni Afganistan.
- R. p. ssaposhnikowi (H. E. Johansen, 1907) – południowo-wschodni Kazachstan.

Opisano jeszcze kilka innych podgatunków (m.in. bostanjogli, loudoni i altaicus), ale okazały się one hybrydami lub traktuje się je obecnie jako synonimy.

## Morfologia, głos i wymiary
WyglądMały ptak, wielkości dłoni, o smukłym tułowiu, małej głowie i ostrym dziobie. Tępo zakończone skrzydła. U dorosłych płowy spód ciała, natomiast wierzch jest rdzawo-kasztanowy z jasnym pasem na grzbiecie. Głowa popielata z szeroką czarną plamą wokół oka, tzw. maską. Czarne lotki z białymi obrzeżeniami. Słabo zaznaczony dymorfizm płciowy. Samiec ma większą "maskę", rdzawe plamki na piersi i bardziej rdzawy wierzch. Młode bardzo niepozorne, wierzch i głowa szaro-brązowe.

### Głos
Wydaje ostre, kilku sylabowe "srih-srih-srih". Odzywa się również wybuchowym  "zerrr" i trajkotliwe, cmokające "pt" lub "zepp". Piosenka rzadko jest słyszana, złożona jest z miękkich szczebiotów.
Wymiary średniedługość ciała 10–11 cm
rozpiętość skrzydeł 16–18 cm
masa ciała ok. 8,5-10,5 g

## Ekologia i zachowanie

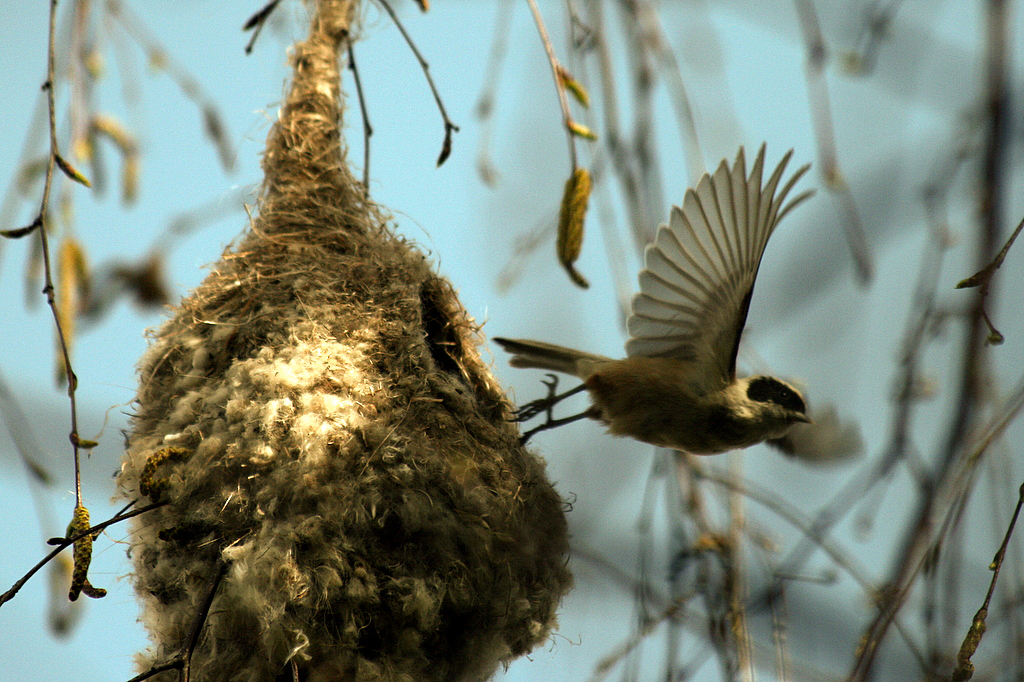
Gniazdo remiza

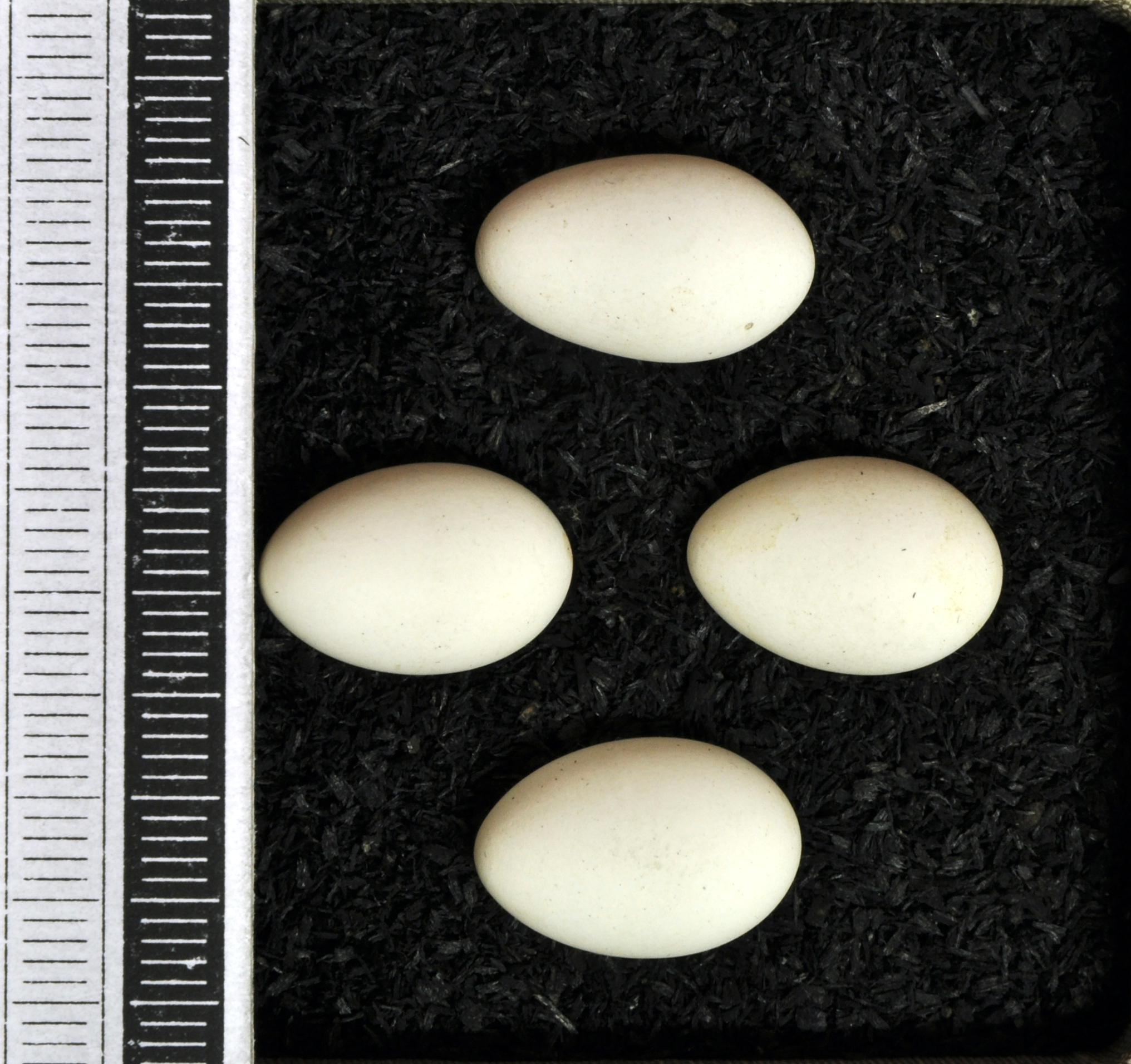
Jaja z kolekcji muzealnej

BiotopŁęgi, brzegi mniej uczęszczanych, zaniedbanych jezior i rzek, zarosłych trzcinami, krzewami i drzewami, głównie wierzbą, rzadziej bagna, i torfowiska.
GniazdoPrzyczepione do końca zwisającej gałązki, często nad wodą, na wysokości od 1 do 10, najczęściej na 3,9 metrów nad jej powierzchnią. Zazwyczaj gniazda nad ziemią są położone wyżej. Gniazdo jest zbudowane z włókien roślinnych i puchu (wierzby, topoli), w kształcie miękkiej, workowatej, pękatej torby z bocznym otworem wlotowym. Budowa trwa przez 3 tygodnie i bardzo często samiec przystępuje do budowy następnego tak, że w niektórych okolicach liczba gniazd przekracza liczbę samic, które składają jaja w dwóch lub więcej gniazdach. Rozpoczęcie budowy gniazda przypada na kwiecień lub maj.
Jaja i lęgiWyprowadza 1–2 lęgi w roku od maja do sierpnia, jednak często lęgi są porzucane w trakcie wysiadywania. Jaja w liczbie od 5–8 o wydłużonym kształcie i zupełnie białych, posiadają wymiary średnie 14–18 × 10–11,8 mm.
Wysiadywanie, pisklęta, opieka, wylotOd ostatniego lub przedostatniego jaja trwa przez okres 13–14 dni. Jaja wysiaduje samica lub samiec, nigdy razem. Potem wykluwają się w tym samym czasie nieopierzone pisklęta, które karmione są owadami, zawierającymi białko. Młode opuszczają gniazdo po 18-26 dniach. Po tym czasie mogą jeszcze nocować w gnieździe (nawet do 3 tygodni).
PożywienieOwady, larwy i gąsiennice, imago, pajęczaki. Zjada również nasiona roślin, głównie topoli, wierzby i trzciny.

## Ciekawostka
Gniazda remiza były wykorzystywane dawniej na wsiach jako onuce lub ciepłe skarpety.

## Status i ochrona
IUCN uznaje remiza za gatunek najmniejszej troski (LC, Least Concern). Liczebność światowej populacji (bez podgatunku macronyx) w 2019 roku szacowano na ponad 1,4 miliona dorosłych osobników. Globalny trend liczebności populacji uznawany jest za wzrostowy.
Na terenie Polski remiz jest objęty ścisłą ochroną gatunkową. Na Czerwonej liście ptaków Polski został sklasyfikowany jako gatunek najmniejszej troski (LC). W latach 2008–2012 jego liczebność na terenie kraju szacowano na 14–34 tysięcy par, te same wartości podano dla lat 2013–2018. W latach 2002–2004 jego liczebność na Stawach Milickich wynosiła kolejno 68,65 i 50 osobników, 46,2% lęgów było udanych, 53,8% zostało straconych. Straty w lęgach powodowało opuszczenie lęgu 69,4% i drapieżniki 9,4%.